# Bismarck-szigeti törpejégmadár
A bismarck-szigeti törpejégmadár (Ceyx websteri) a madarak osztályának szalakótaalakúak (Coraciiformes) rendjébe és a jégmadárfélék (Alcedinidae) családjába tartozó faj.

## Rendszerezése
A fajt Ernst Hartert német ornitológus írta le 1898-ban, az Alcyone nembe Alcyone webster néven. Jelenlegi besorolása vitatott, egyes szervezetek az Alcedo nembe sorolják Alcedo websteri néven

## Előfordulása
Pápua Új-Guinea területén él, a Bismarck-szigetek endemikus faja. A természetes élőhelye szubtrópusi és trópusi síkvidéki esőerdők, valamint vizes élőhelyek.

## Megjelenése
Testhossza 22 centiméter, a hím testtömege 54–57 gramm, a tojóé 67 gramm.

## Külső hivatkozások
- Képek az interneten a fajról
- Internet Bird Collection